# خجند
خُجَند (به تاجیکی: Хуҷанд) (نام در زمان شوروی: لنین‌آباد Ленинобод) شهر و ناحیه‌ای در کشور تاجیکستان و مرکز ولایت سغد است. این شهر دومین شهر بزرگ تاجیکستان پس از دوشنبه است. مردم شهر عمدتاً تاجیک هستند و اقلیت‌هایی از ازبک‌ها و روس‌ها نیز در این شهر زندگی می‌کنند.
خجند تنها شهر تاجیکستان است که حتی پس از فروپاشی شوروی هنوز مجسمه‌ای از لنین دارد.
خجند بر کرانهٔ چپِ رود سیردریا در آغاز درهٔ فرغانه نهاده است. این شهر در ۴۰ درجه و ۱۷ دقیقهٔ عرض شمالی و ۶۹ درجه و ۳۷ دقیقهٔ درازای خاوری قرار دارد.
براساس آمار سال ۲۰۱۹ م. جمعیت این شهر نزدیک به ۱۸۱٬۶۰۰ تن بوده است. بنابر آمارهای سال ۲۰۱۰ م.، ترکیب جمعیتی شهر خجند شامل ۸۴٪ تاجیک، ۱۴٪ ازبک، ۰٫۴٪ روس و ۱٫۶٪ دیگر اقوام بوده است.

## نام
دربارهٔ ریشه واژه خجند که در قدیم خجنده هم می‌نوشتند اختلاف وجود دارد. واژه خجند از آغاز سده هفتم میلادی با همین نام در منابع سغدی، پهلوی، چینی و عربی آمده است. برخی معنی واژه خجند را «مردم سعادتمند و بالانشین، امیر» آورده‌اند. برخی نیز بر این باورند که خجند در سده‌های گذشته دگرگون شده، به این ترتیب که زمانی اسکندریه اقصی، سپس آنطاکیه و سرانجام خجند نام گرفته است. برای نخستین بار در سال‌نامه چینی دودمان تنشو (۶۱۸-۶۲۶م) از خجند با نام «گوی جنتی» یاد شده، و در منابع سغدی یافته‌شده در کوه مغ، «کوچندی» نامیده شده است. به تازگی گفته شده خجند از واژه مرکب «خوره-کنته» در زبان‌های ایرانی باستانی ریشه گرفته و معنایش «آفتاب‌شهر» یا «شهر آفتابی» است. بخش اول واژه، «خور» (xᵛar) به معنی «خورشید» و بخش دوم آن، «چند(کنده، کنته)» (čand; kanda; kənta) به معنای «شهر، دهکده» است.
پسوند کند در اسامی شهرهای خراسان و فرارود زیاد دیده می‌شود. ریشه آن از پارسی باستانی «کنتا»، سغدی «کنت» بمعنی دژ یا شهر است. برای نمونه در نام‌های تاشکند، سمرقند، خوقند، یارکند و چیمکند، ازغند، بیرجند و…

## پیشینه
بیشتر منابع تاریخی و جغرافیایی خجند را در کنار رودخانه سیردریا دانسته‌اند و آورده‌اند که اسکندر مقدونی شهر اسکندریه اِسخاته (در یونانی به معنی: دوردست‌ترین اسکندریه، اسکندریه اقصی) را در این ناحیه در پایان لشکرکشی خود به سغد بنا نهاده بود. گفته شده که این شهر به عنوان دژی برای دفاع در برابر حملات سکاهای ساکن در شمال سیردریا ساخته شده بود؛ ولی کاوش‌های باستان‌شناسان نشان داده است که پیشینه شهر خجند به بیش از دو هزار و هفت صد سال می‌رسد. بدین ترتیب، شهر خجند پیش از رفتن اسکندر مقدونی به آن دیار نیز وجود داشته است.
رشید وطواط شاعر نامی قرن ششم در شعری از خجند نام می‌برد:
باد گیتی به امر تو راضی / باد گردون بحکم تو خرسند
سوی صدر رفیعت آورد / عاملان تو مال چاچ و خجند
سوزنی سمرقندی شاعر قرن ششم نیز در شعری نامی از شهر خجند آورده است:
تار و پود مفرش کاخ تو از عدلست و فضل / رنگ این مفرش به است از مفرش فال پرند
از پی نظاره کاخ تو آئین بست چرخ / از لب جیحون و ترمد تا بسیحون و خجند
خاقانی شروانی در قصیده‌ای هم نام خجند می‌آورد:
فصل با حورا، آهنگ به شام / وصل با حوران خوش‌تر به خجند
هم توانیش به تبریز نشاند / هم توانیش ز شروان برکند.
در افسانه‌ها بنای خجند را به کی‌خسرو نسبت داده‌اند و آن را عروس دنیا خوانده‌اند. ابن بلخی می‌گوید فیروز فرزند یزدگرد این شهر را بنیاد نهاده و دیوار ۵۰ فرسنگی خجند مرز ایران و توران بوده است. خجند تا دوره انقلاب بلشویکی در روزگار فرمانروایی شوروی به لانه هنرمندان مشهور بود.
یاقوت حموی این شهر را در معجم البلدان چنین می‌آورد: خجنده در اقلیم چهارم واقع و طولش ۹۲ درجه و نیم و عرضش ۳۷ درجه و ده دقیقه است. این شهر بر ساحل سیحون به ماوراءالنهر و به مشرق سمرقند در فاصله ده روز راه قرار دارد و از شهرهای نظیف و پاک و پرمیوهٔ ماوراءالنهر است و چون آن شهر به نظافت در آنجا نیست. از میانهٔ خجنده نهری می‌گذرد و متصل به آن نیز کوهی باشد.
اصطخری می‌گوید: خجنده در همسایگی فَرغانه قرار دارد و با آنکه عاملی مجزاست ولی ما آن را در جزو فرغانه آورده‌ایم. این ناحیه در غرب نهر شاش «چاچ» واقع و طول آن بیش از عرضش می‌باشد. درازای آن بیش از فرسخی است و در این طول باغها و منازل قرار دارد. غیر اوزکند او را عاملی نیست و باغها و منازل آن نیز بسیار بزرگ و وسیعند. قرای خجنده کم است و آنرا شهری و کهن‌دزی است و شهر آن بسیار پاک و پاکیزه می‌باشد و در آن میوه‌هایی ببار می‌آید که بر میوه‌های نواحی دیگر فضیلت دارد. مردمش بسیار زیبا و مردانه‌اند آذوقهٔ این نقطه برای ساکنان آن کافی نیست و از سایر نواحی چون فرغانه و اشروسنه کالا به آن جا وارد می‌کنند. کشتیها در نهر شاش به‌حرکت در می‌آیند و شاش نهر بسیار بزرگی است که از نهرهای بسیاری تشکیل می‌یابد و از حدود ترک و اسلام می‌آید، و اصل آن نهری است که از بلاد ترک در حدود اوزکند سرچشمه می‌گیرد و پس از پیوستن نهر خوشاب و نهر اوش به آن و عظیم گردیدن آن بسوی اخسیکت می‌رود و بعد از آن بر جانب خجنده و بنکت و بیسکند می‌گذرد و بسوی فاراب می‌رود و چون از صبران گذشت در دشتی که بر جانب آن اتراک غز زیست می‌کنند تشکیل بستری می‌دهد و سپس بزمین غزان جدید می‌رسد و سرانجام به دریاچهٔ خوارزم می‌ریزد و جماعتی از محدثان بدانجا منسوبند.
لسترنج می‌گوید: خجنده اولین شهر فرغانه در طرف باختر و سر راهی است که از سمرقند می‌آید در ساحل چپ سیحون و یک فرسخ در جنوب آن ربض کند واقع بوده. خجنده در کنارهٔ آن رود کشیده شده و بسیار کم عرض بود یک قلعه و یک زندان و مسجد جامعه در داخل شهر و قصر فرماندار در میدان ربض قرار داشت. ابن حوقل خجنده را شهری بسیار قشنگ شمرده و گفته است: اهالی این شهر قایقها و کشتی‌هایی دارند که بوسیلهٔ آنها روی رود سیحون سفر می‌کنند. ربض کند را بقول قزوینی کند بادام نیز می‌گفتند چون بادام آن فراوان بوده و یک نوع بادام پوست نازک داشت که وقتی آنرا در دست می‌فشردند مغز آن از پوست جدا می‌گردید.
خجند زمانی یکی از شهرهای بسیار مهم آسیای میانه و جاده ابریشم بود. چنگیزخان این شهر زیبا را با خاک یکسان کرد. خجند پیش از هجوم روس‌ها در سده نوزدهم یکی از امارت‌های اصلی آسیای مرکزی بود. شهر امروزی خجند در هر دو کناره سیردریا امتداد یافته است. این شهر دارای بلوارهای پردرخت و ساختمان‌های دولتی بزرگ و پرشمار است. این شهر به نسبت بقیه تاجیکستان حالت مرفه‌تر دارد.
در میدان پوشکین خجند ساختمان تئاتر کمال خجندی خودنمایی می‌کند. میدان اصلی شهر «ریگستان پنجشنبه» نام دارد. روبه‌روی پنجشنبه‌بازار شهر، مسجد جدیدی در کنار آرامگاه مربوط به سده ۱۳ ساخته شده است. این آرامگاه با گنبد طلایی از آن شیخ مصلح‌الدین (۱۱۳۳ تا ۱۲۲۳) میلادی است. فرودگاه خجند در جنوب این شهر قرار گرفته و پروازهای روزانه‌ای به شهر دوشنبه دارد.

## مشاهیر
- کمال خجندی
- برندق خجندی
- پیشوایان شافعی اصفهان معروف به آل خجند (۴۸۳-۶۳۷ق)

## نگارخانه

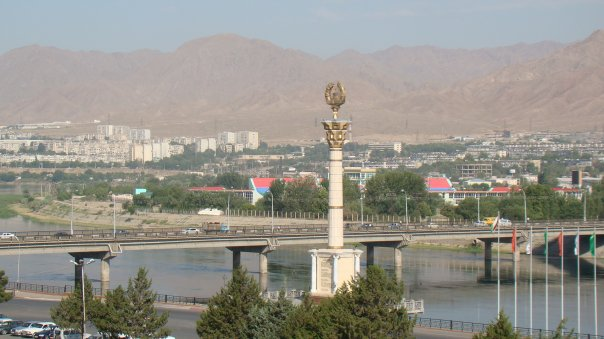
رودخانه خجند
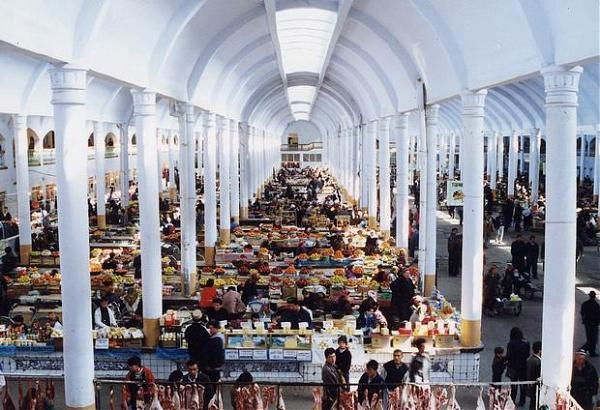
بازار پنجشنبه خجند
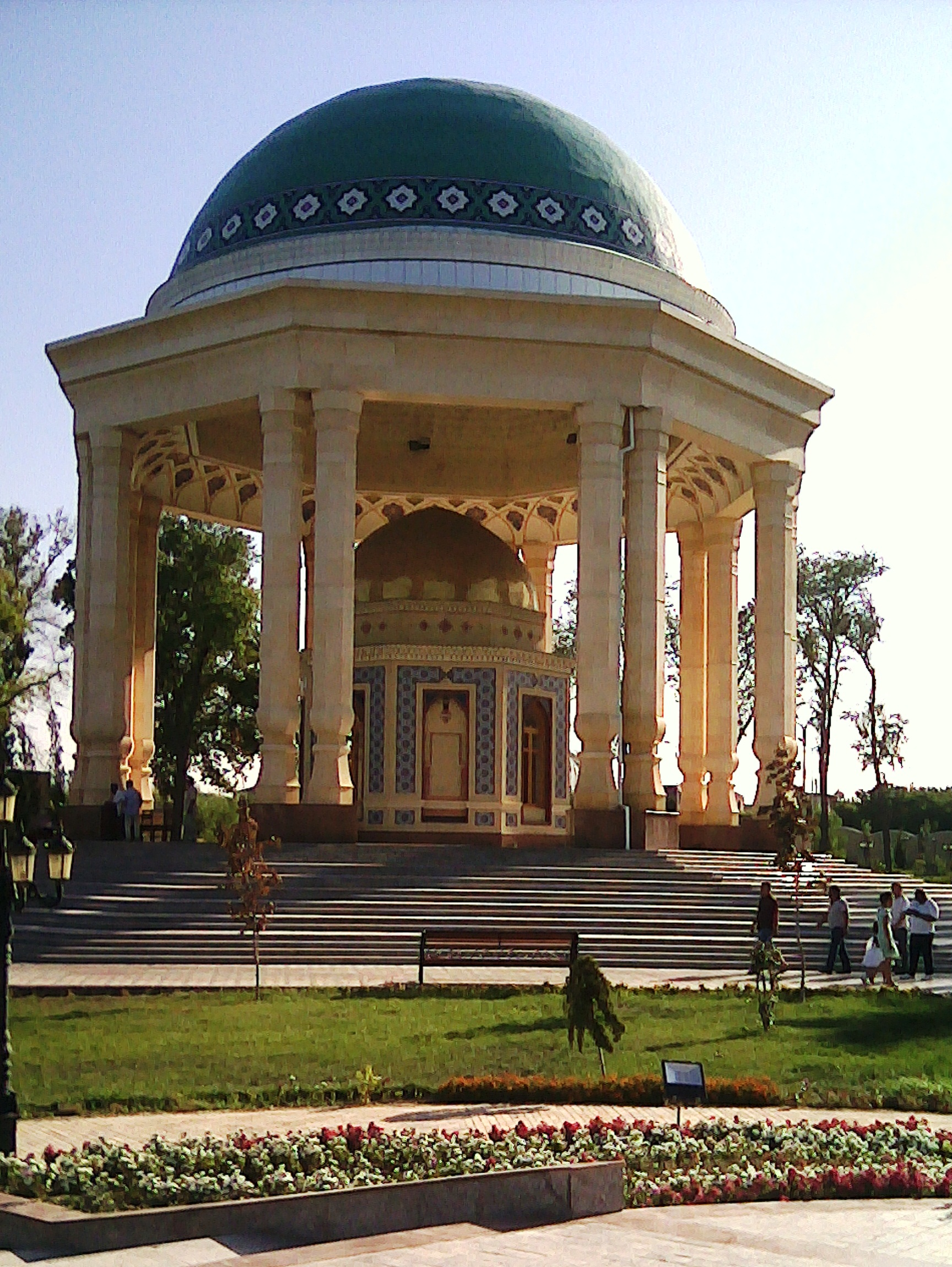
آرامگاه کمال خجندی
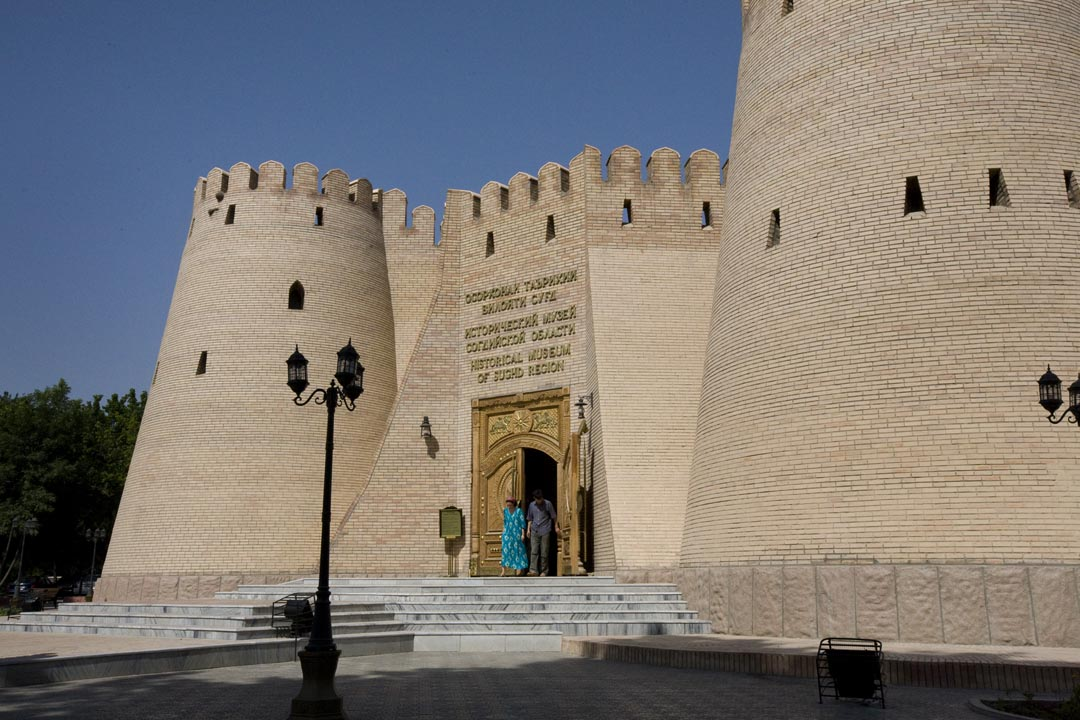
موزه تاریخی سغد
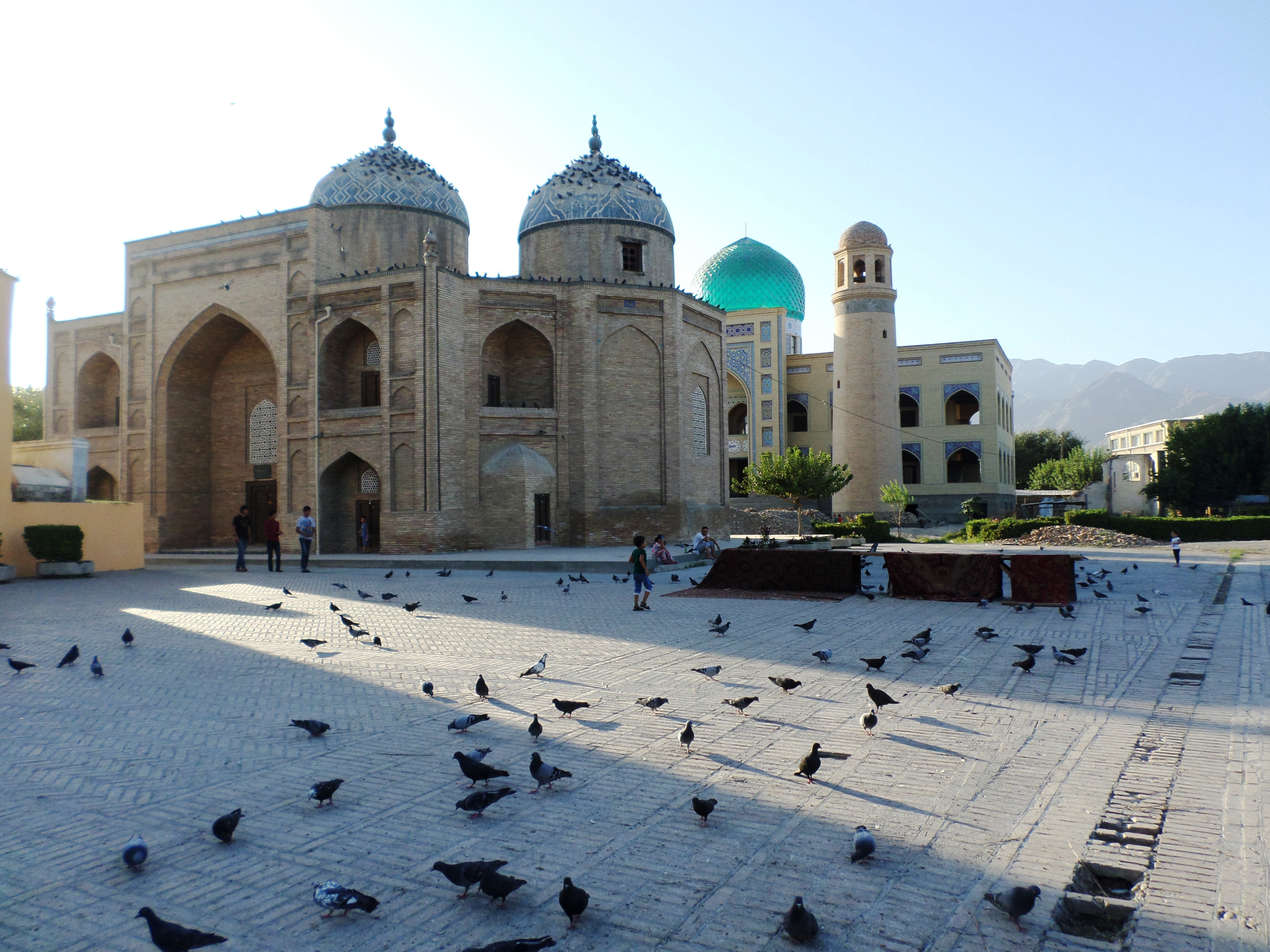
مسجد جامع خجند
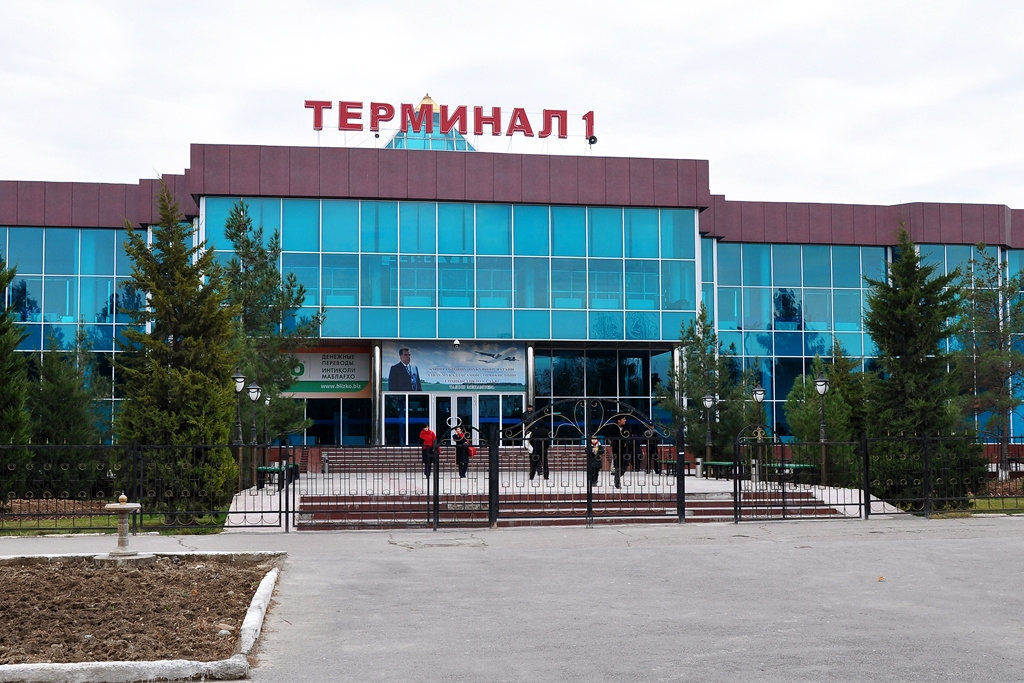
فرودگاه خجند
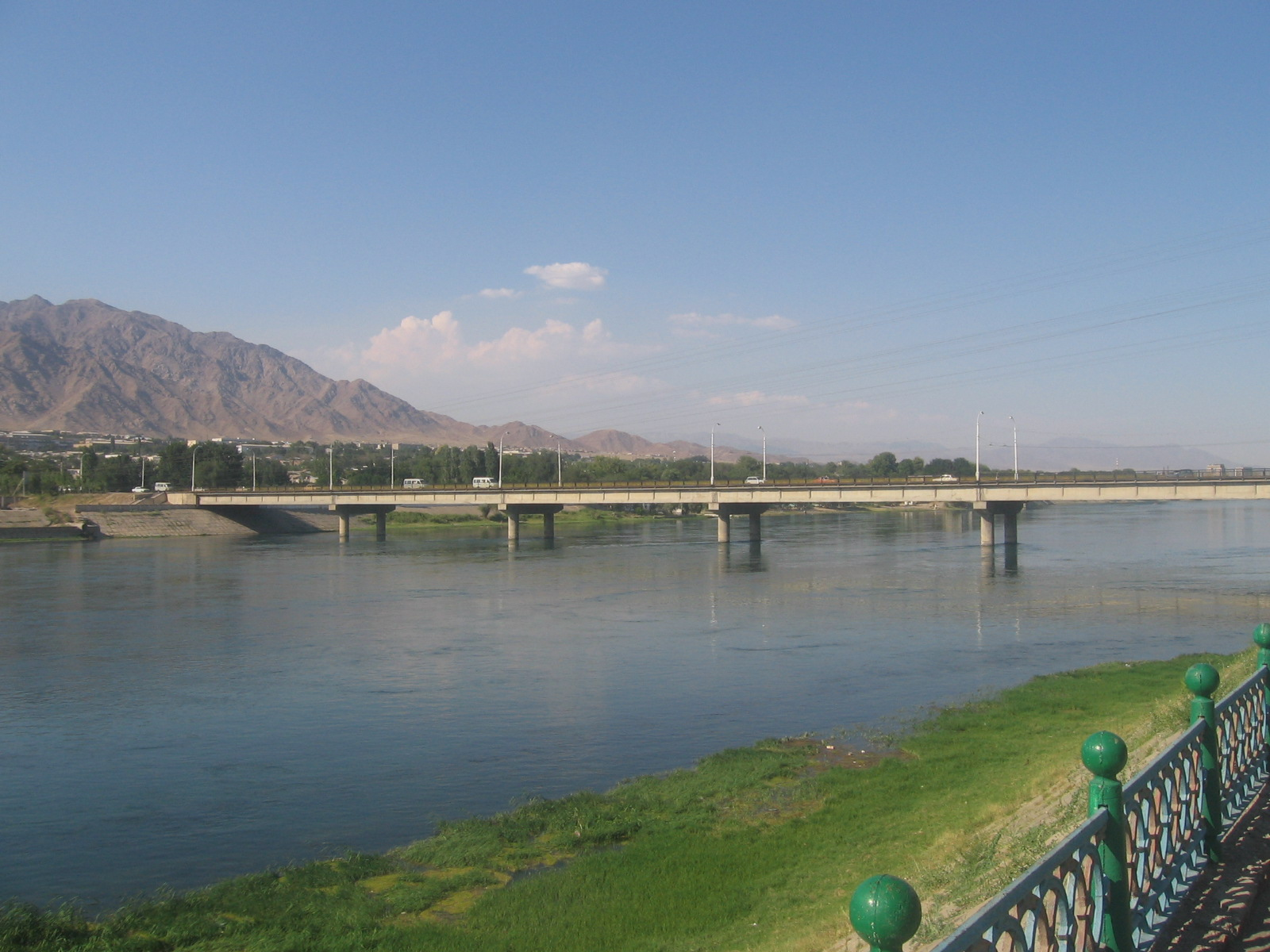
سیردریا - خجند
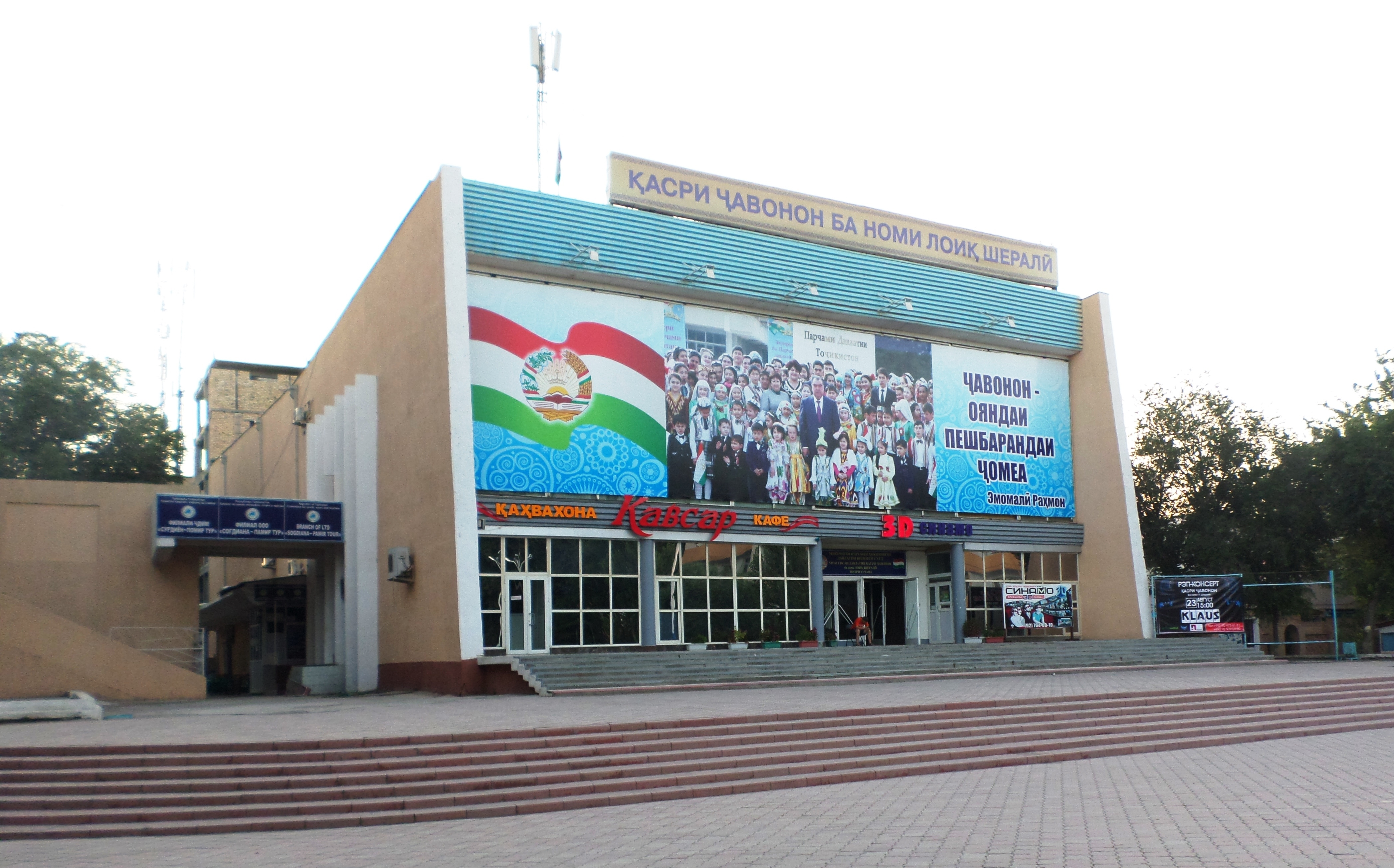
قصر جوانان
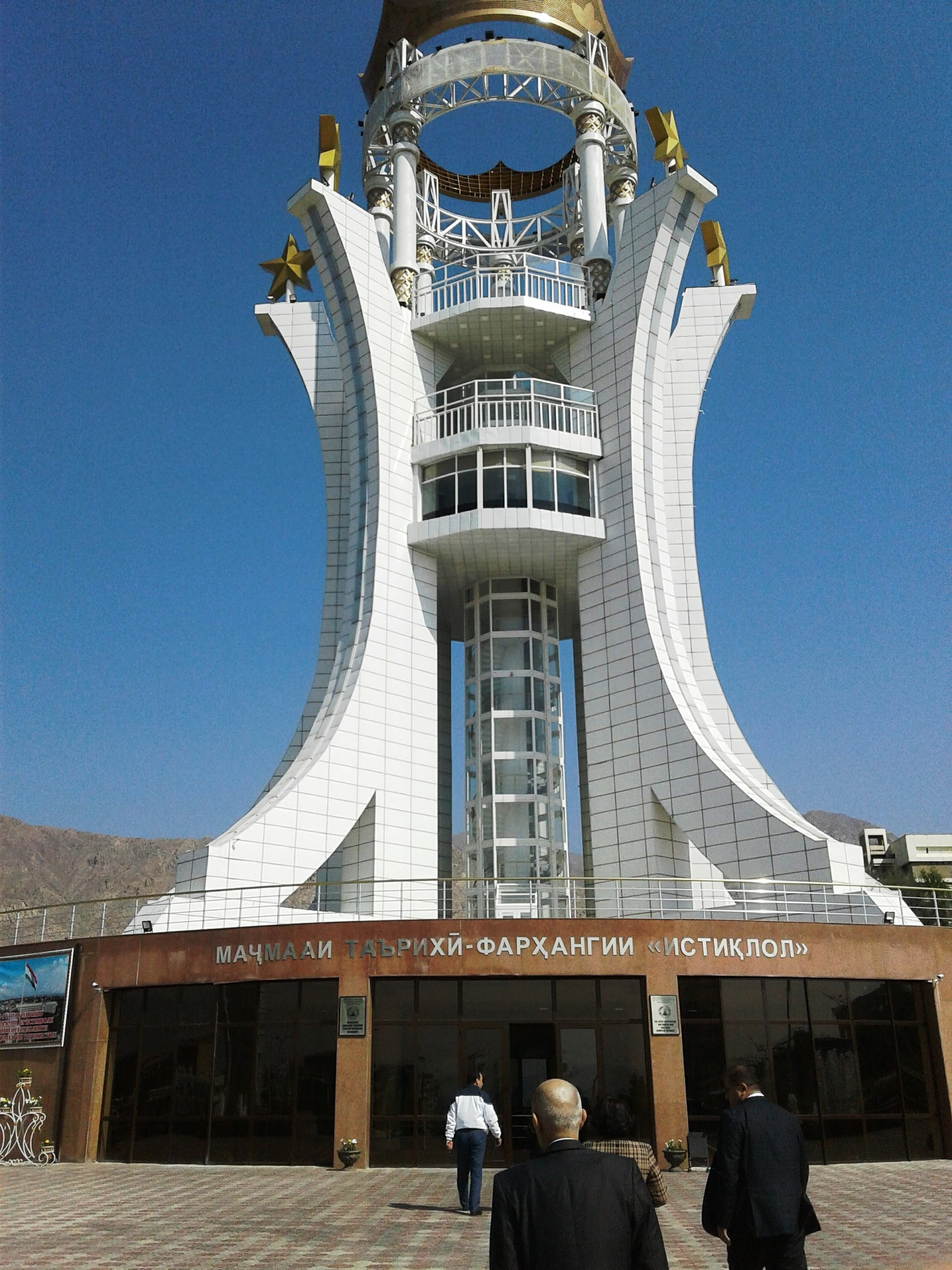
مجموعه تاریخی فرهنگی استقلال
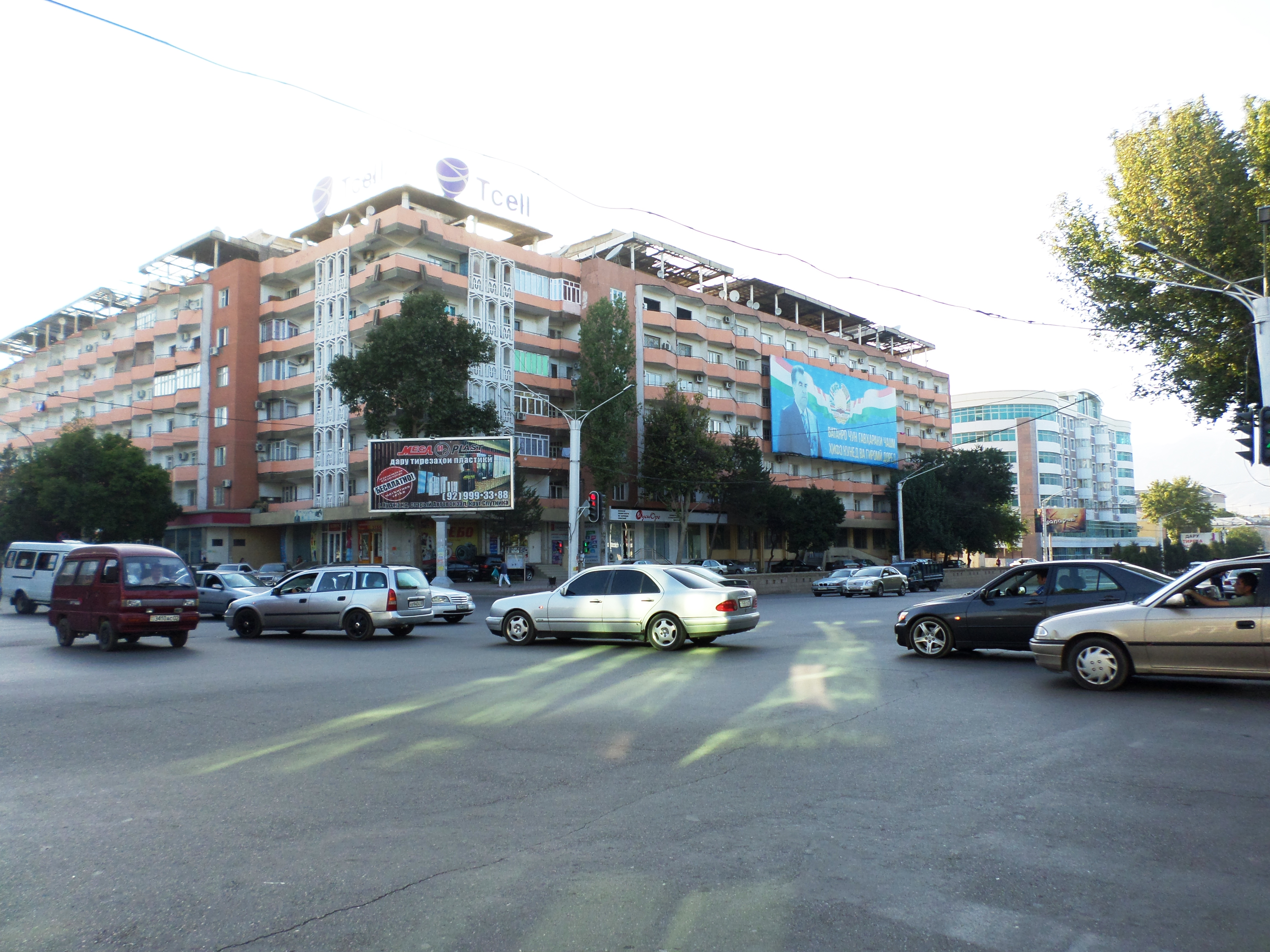
خیابان‌های خجند
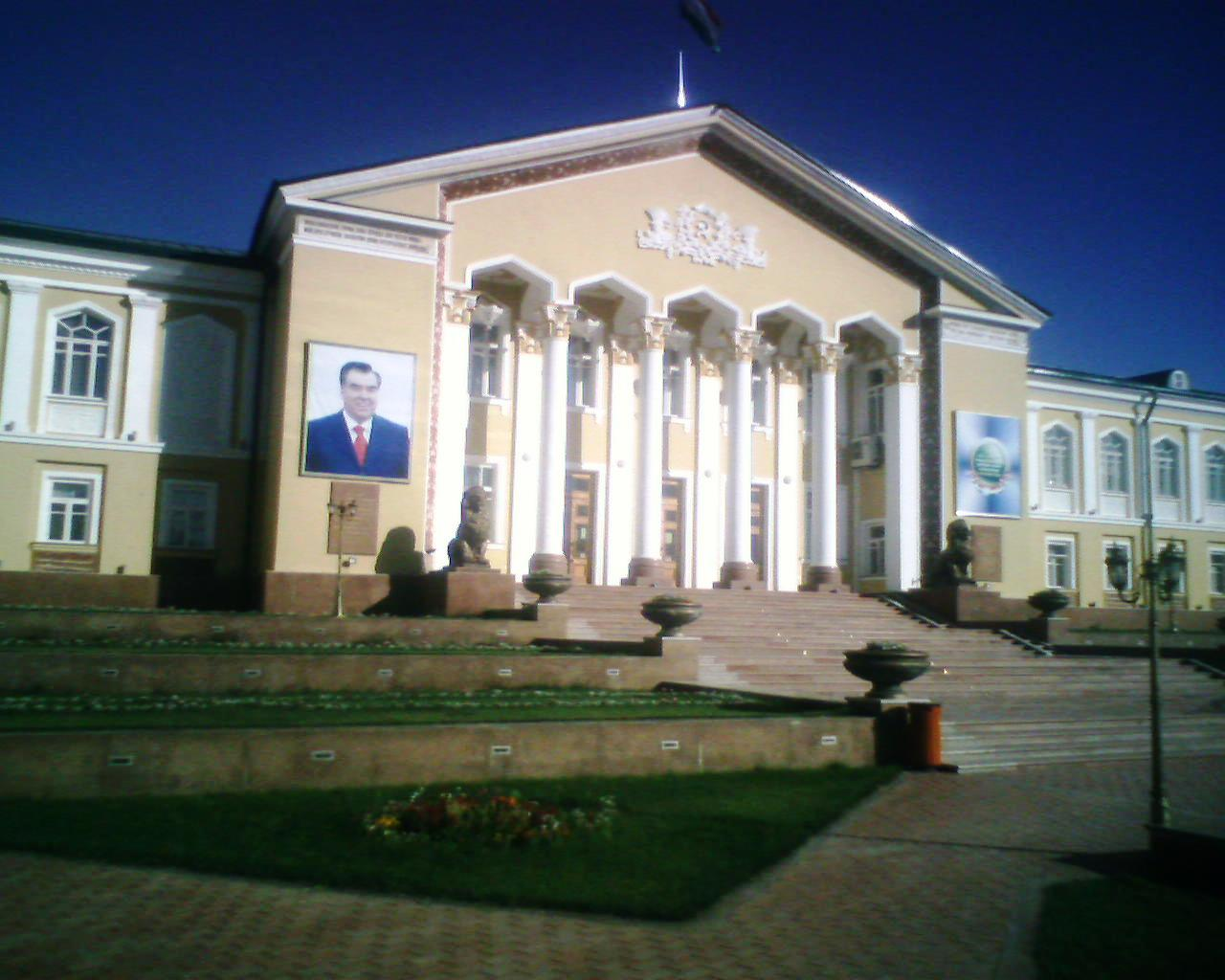
قصر فرهنگی ارباب
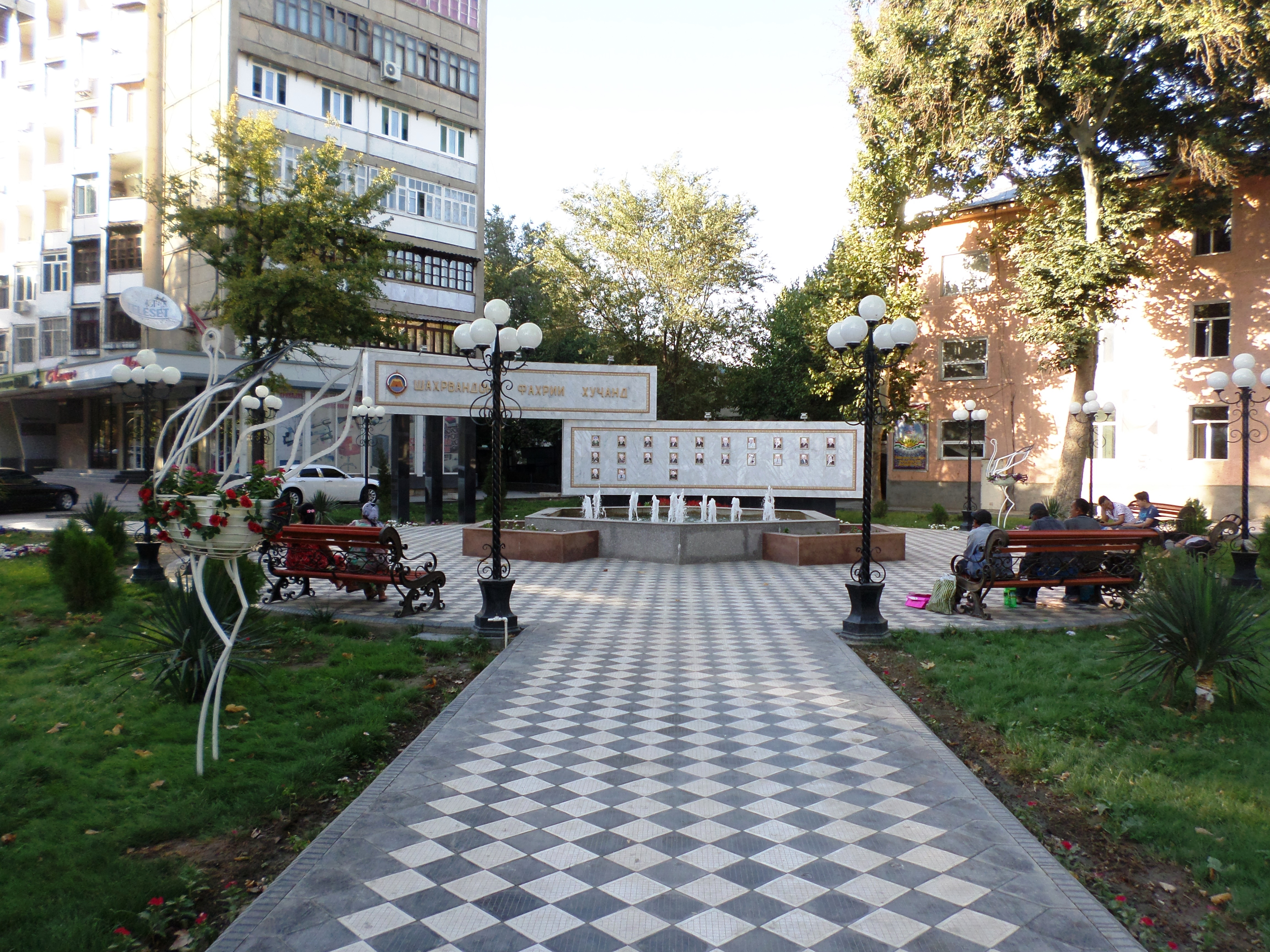
گلگشت شهر
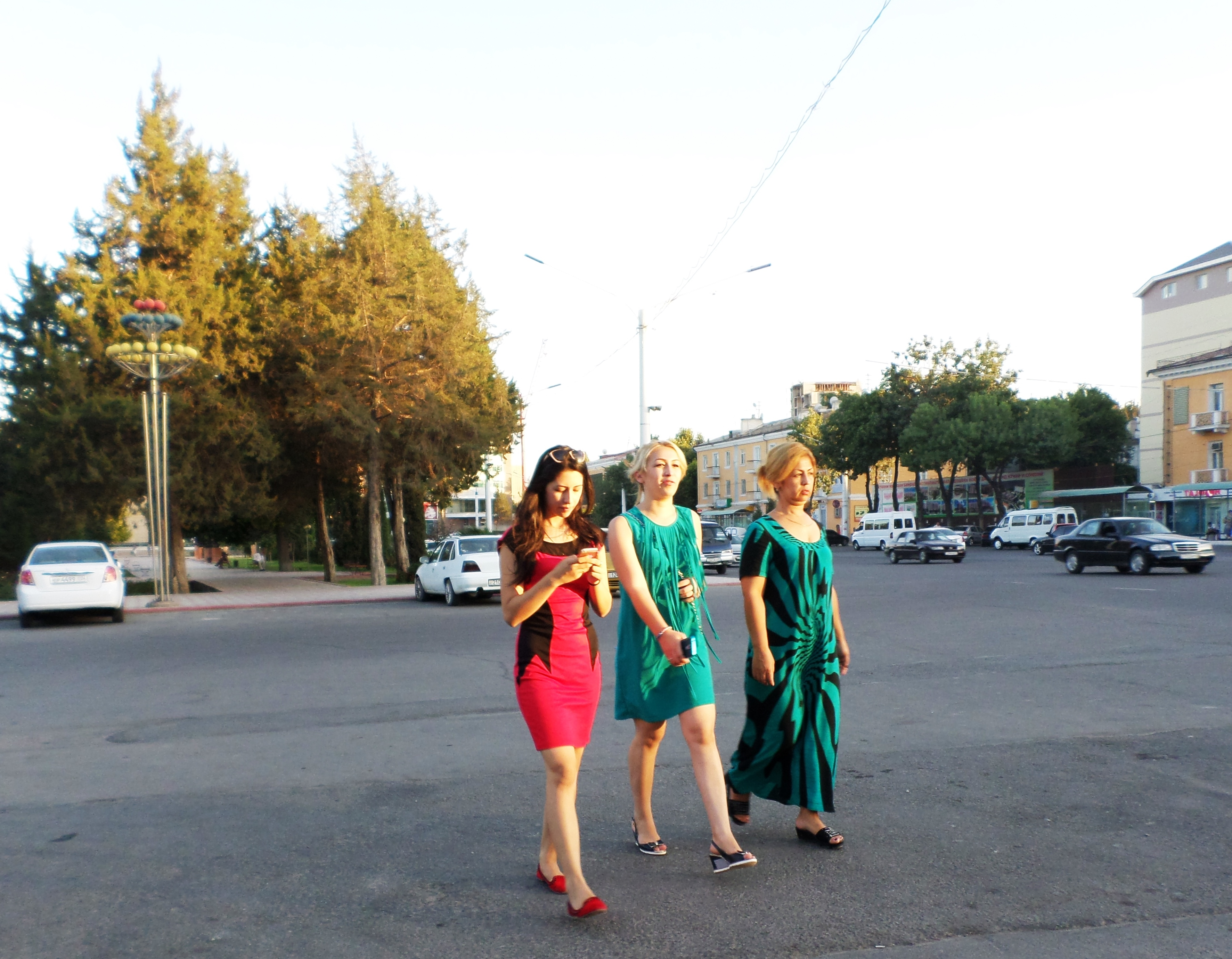
جوانان شهر